# Лаклинська печера

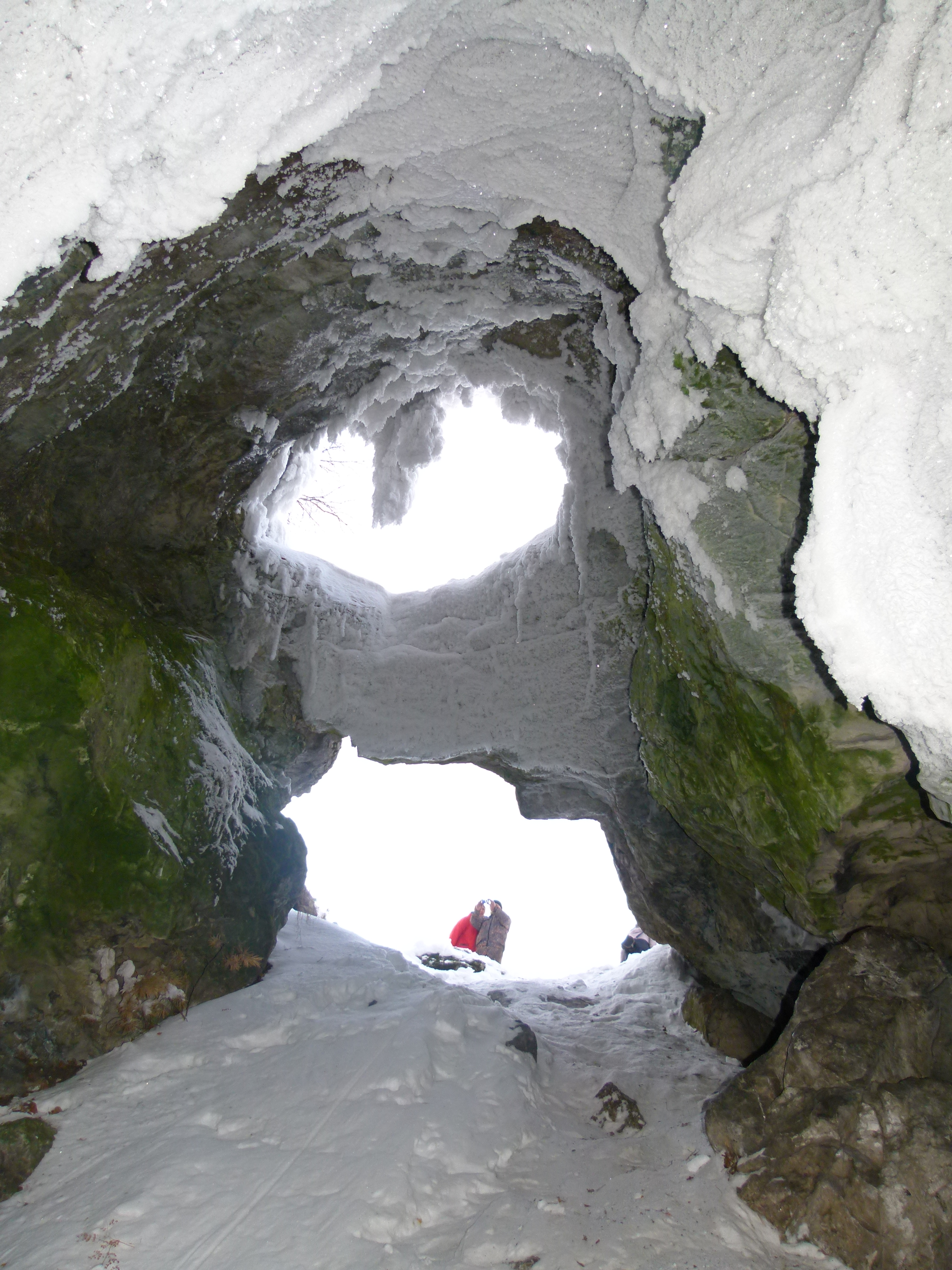
Вид зсередини. 2012 р.

Лаклинська печера (башк. Таш-Куэш — «камінь-діра») — карстова порожнина, знаходиться у Республіці Башкортостан, територія Салаватського району, правий схил долини невеликої річки Лакли.

## Опис
Лаклинська печера утворилася у вапняках верхнього карбону. У 1770 році Петро Симон Паллас зробив перший опис та присвятив їй відразу кілька сторінок книги «Подорож по різних провінціях Російської Держави».
У 1889 році печеру описав академік Ф. Н. Чернишов, а в 1914 році її вивчав археолог С. І. Руденко.
У 1965 році Лаклинську печеру оголосили пам'яткою природи Башкирії.
Печера знаходиться у схилі гори Лакли-тау, складеної нижньокам'яновугільними візейськими вапняками. У скелі над входом шириною 2,5 метра та висотою близько 3 метрів є ще один отвір, приблизно таких же розмірів.
Довжина Лаклинської печери — 252 метри, площа — 5288 кв. метрів. Від входу починається крутий спуск під кутом 30 градусів до глибини 14 метрів та розпочинається величезний зал Вестибюль: довжина 72 метрів, ширина до 45 метрів, а висота — 19 метрів. На підлозі лежать брили, місцями у печері зустрічається лід.
З північно-східної частини залу відходить вузький та недовгий хід (довжина — 12 м), північна частина з'єднується з галереєю (довжина — 80 м, ширина — 25 м, висота — 9 м) з туфо—глинистими наносами та глибами на підлозі, яка приводить у другий зал (довжина — 25 м, ширина — 25 м, висота — 30 м) з трьома глибокими жолобами на стелі.

## Маршрут
Печера розташована біля села Лакли. Потрібно їхати по трасі М-5, звернувши з неї або на Кропачево і далі у напрямку Малояза, через Насібаш майже до Лакли. Або через Сатке, Сулію, Межовий, Еланліно до Лакли та далі до печери.
Від мосту через річку Ай до печери 2,4 км по дорозі на схід — у бік села Насібаш, від околиці села Лакли до неї кілометр.
Від дороги Лакли — Насібаш потрібно піднятися по стежці вздовж річки до таблички, що нагадує — печера є пам'яткою природи Башкирії.